# Dragon Quest VI: Nel regno dei sogni
Dragon Quest VI: Nel regno dei sogni (ドラゴンクエストVI 幻の大地?, Doragon Kuesuto Shikkusu Maboroshi no Daichi, lett. Dragon Quest VI: La terra delle illusioni) è un videogioco di ruolo alla giapponese sviluppato da Heartbeat e pubblicato nel 1995 da Enix per Super Nintendo Entertainment System. Sesto capitolo della serie Dragon Quest, il titolo è stato il primo realizzato da Heartbeat dopo l'interruzione della collaborazione tra Enix e Chunsoft.
Essendo il sesto capitolo della serie Dragon Quest, la grafica e il gameplay rimangono simili agli altri giochi, con aggiunte e aggiornamenti minori. La grafica è stata notevolmente migliorata rispetto a Dragon Quest V, disponibile anche per SNES. Il sistema di classi di Dragon Quest III ritorna con alcune variazioni. Dragon Quest VI ha venduto oltre tre milioni di copie in Giappone, diventando il gioco più venduto del 1995. La versione DS ha venduto un ulteriore milione di copie entro marzo 2010.
La storia segue il tradizionale "Eroe" di Dragon Quest in una missione per salvare il mondo. In questo particolare titolo, gli eroi devono anche combattere le proprie amnesie, in quanto molti dei personaggi principali inizialmente non ricordano chi sono. Dopo aver completato una serie di missioni, il giocatore apprende che, oltre a un mondo reale, esiste anche un mondo onirico, composto dai sogni delle persone, e che esiste un grande male che vuole conquistare entrambi. L'eroe e il suo nuovo gruppo lavorano insieme per salvare entrambi i mondi da tale minaccia incombente.

## Accoglienza
| Testata                    | Versione | Giudizio |
| -------------------------- | -------- | -------- |
| Metacritic (media al)      | DS       | 78/100   |
| Metacritic (media al)      | iOS      | 86/100   |
| 1UP.com                    | -        | B        |
| Famitsū                    | SNES     | 34/40    |
| Famitsū                    | DS       | 34/40    |
| G4                         | -        | 4/5      |
| Game Informer              | -        | 8,5/10   |
| GamesRadar+                | -        | 8/10     |
| GameTrailers               | -        | 8,5/10   |
| Nintendo World Report      | -        | 8,5/10   |
| Official Nintendo Magazine | -        | 9/10     |
| Pocket Gamer               | -        | 4/5      |
| TouchArcade                | -        | 4,5/5    |

Kurt Kalata di Gamasutra ha elogiato la trama del gioco, in particolare la sua ambientazione innovativa. Sebbene paragonabile all'ambientazione del mondo chiaro-scuro di The Legend of Zelda: A Link to the Past, Dragon Quest VI presentava un mondo reale unico e un'ambientazione onirica, che secondo lui ha avuto un'influenza sui successivi giochi di ruolo Square Chrono Cross e Final Fantasy X. Kalata ha inoltre lodato i miglioramenti nel gameplay, incluso il suo sistema di classi che migliorava quello di Dragon Quest III ed più simile a Final Fantasy V, e l'aggiunta di una borsa che rendeva più efficace la gestione dell'inventario rispetto ai giochi precedenti.

### Vendite
Nonostante il cospicuo prezzo di 11970 ¥ (127,26 $), Dragon Quest VI ha totalizzato 1 274 857 copie vendute al lancio e 2,5 milioni solo a dicembre. Ha continuato a vendere 3,2 milioni di copie in Giappone, diventando il gioco più venduto del 1995. Nel 2010, Dragon Quest VI per Nintendo DS ha venduto quasi un milione di copie in Giappone nella sua prima settimana. Il gioco ha superato 1,2 milioni di copie prima di marzo 2010.
Secondo Nintendo Power, Dragon Quest VI doveva essere pubblicato in Nord America nella primavera del 1996 con il titolo "Dragon Warrior V". La localizzazione Super Nintendo del gioco non è però mai avvenuta, in quanto Enix aveva già rinunciato al mercato statunitense. Square, una delle poche aziende ancora intenzionate a portare i videogiochi di ruolo per console negli Stati Uniti, faticava a vendere i propri giochi negli Stati Uniti, e quindi non erano presenti aziende disposte a correre un rischio per distribuirlo. Nintendo Power , pur sperando che il gioco venisse localizzato nel Nord America, ha però ritenuto che la serie potesse non attrarre il pubblico americano in virtù dei troppi combattimenti e della limitata esplorazione. Altri critici hanno inoltre affermato che la costruzione delle classi risulti velocemente noiosa e che i due mondi appaiano troppo opprimenti, entrambe possibili ragioni a sfavore di una pubblicazione negli Stati Uniti. Dragon Quest VI è stato elencato come il settimo tra i 10 migliori giochi giapponesi mai resi disponibili negli Stati Uniti dalla rivista GamePro.